# François-Joseph Naderman

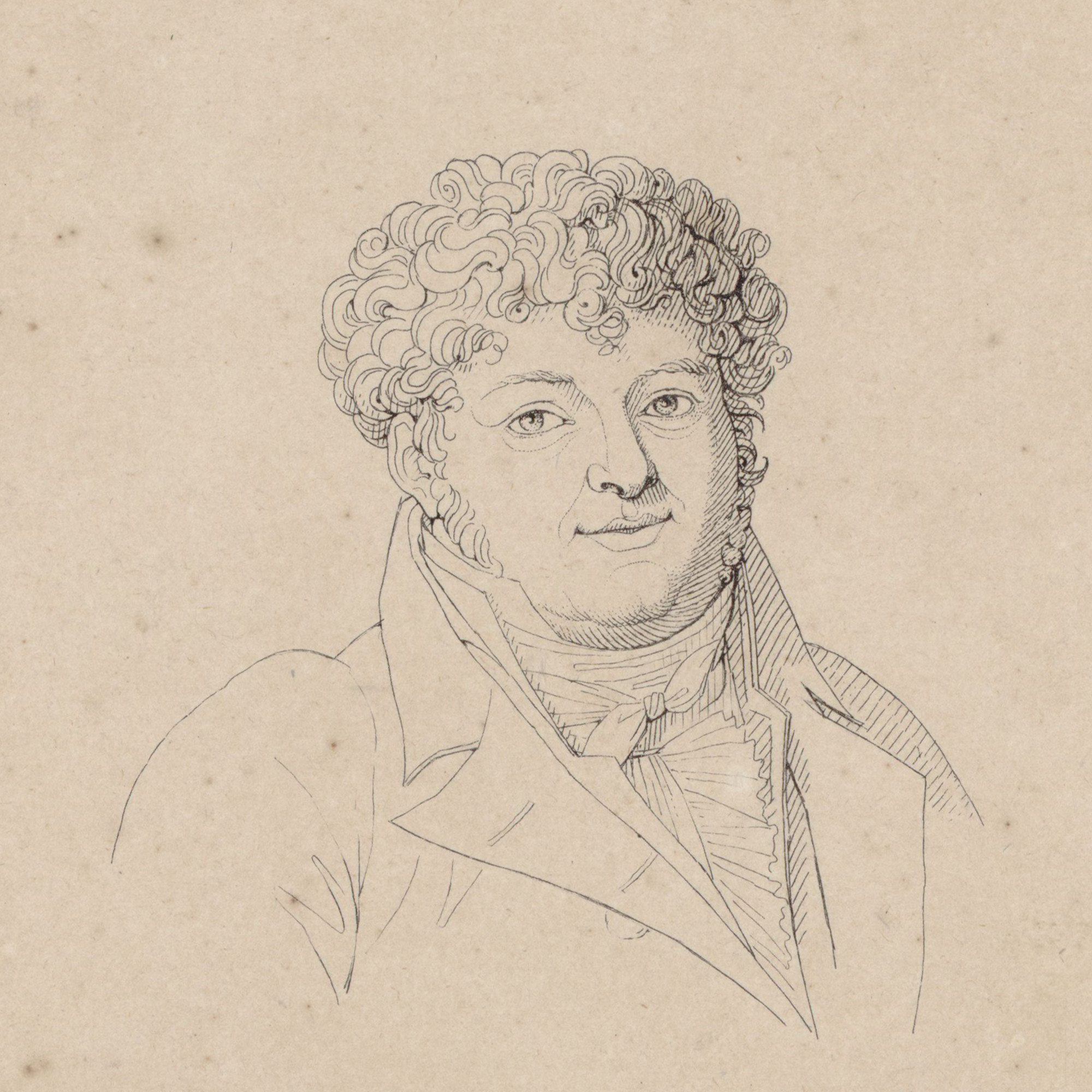
François-Joseph Naderman.

François-Joseph Naderman (* 5. August 1781 in Paris; † 2. April 1835 ebenda) war ein französischer Harfenist und Komponist.

## Leben
Durch seinen Vater Jean-Henri Naderman, einen deutschen Geigenbauer (der auch die Bissex, eine zwölfsaitige Gitarre, für deren Erfinder Vanhecke (auch Vaneck oder van Hecke) gebaut hat) im Dienste von Marie-Antoinette, kam er mit der Musik und dem Instrumentenbau in Berührung. Er studierte bei Jean-Baptiste Krumpholtz (1742–1790) und gründete eine Harfenklasse am Conservatoire de Paris in Paris.
Er komponierte und gab eigene Werke heraus und wurde als Harfenbauer tätig.

## Werke
- Sonatina per arpa in sol minore
- Sonatina per arpa in si bemolle Maggiore